# Sérac (Käse)

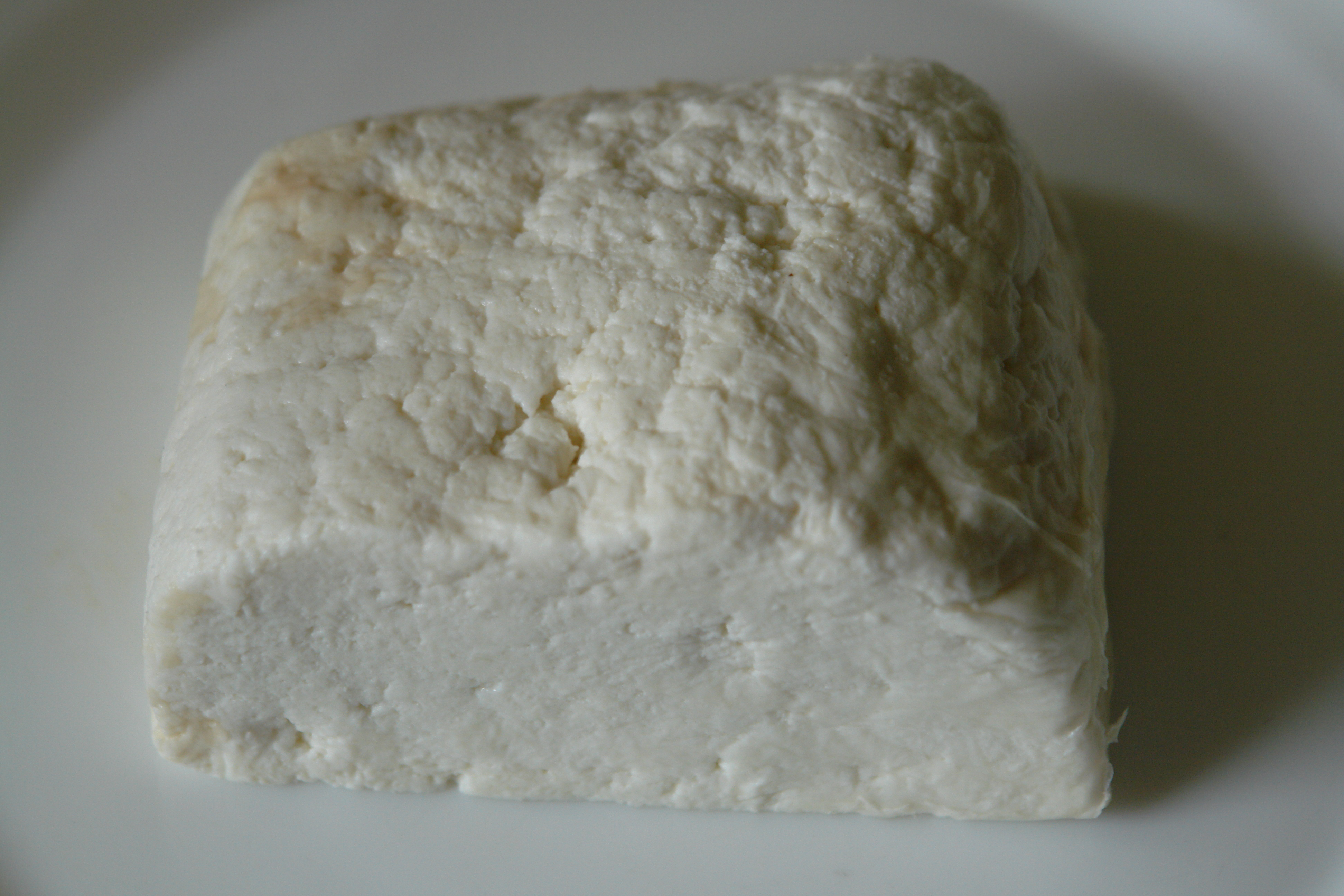
Sérac

Der Sérac ist ein französischer Molkenkäse, bei dem die Molke von roher Kuh- und Ziegenmilch verwendet wird. Er stammt aus den französischen Alpen. 
Der Käse hat einen sehr hellen und weichen Teig. Da die Masse sehr weich ist, wird sie nicht als Käselaib verkauft, sondern in verschiedenen Behältnissen. Der Käse wird sehr gerne ohne weitere Gewürze gegessen. Gelegentlich wird er jedoch auch mit Kräutern und Olivenöl angemacht. 
Ein vergleichbarer Käse wird aus der Molke hergestellt, die bei der Produktion von Beaufort abfällt. 